# Euglossa townsendi
Euglossa townsendi är en biart som beskrevs av Cockerell 1904. Euglossa townsendi ingår i släktet Euglossa, tribus orkidébin, och familjen långtungebin. Inga underarter finns listade.